# Jolien D'Hoore
Jolien D'Hoore (født 14. marts 1990) er en tidligere belgisk cykelrytter, som 29 gange er blevet national mester i banecykling og fire gange national mester i landevejscykling på alle niveauer.
Hun vandt det belgiske landevejsmesterskab i 2012. Ved OL 2012 i London blev hun nummer fem i kvindernes omnium med en fjerdeplads som bedste resultat i pointløbet.
D'Hoore underskrev kontrakt med Wiggle-Honda holdet for 2015-sæsonen, og hun vandt tretten løb i sit første år for holdet, der blev det mest vindende hold i 2015.
D'Hoore vandt i 2016 sin første guldmedalje i sin karriere i banecykling ved de europæiske mesterskaber, hvilket skete i parløb med sin partner, Lotte Kopecky.
Ved OL 2016 i Rio de Janeiro deltog hun igen i  omnium, og denne gang vandt hun bronze med samlet 199 point. Hendes bedste disciplin var her udskilningsløbet, hvor hun blev nummer to, kun slået af den senere guldvinder, briten Laura Trott. Trott opnåede i alt 230 point, mens Sarah Hammer fra USA blev nummer to med 206 point.